# Tabliczka Wenus z czasów Ammi-saduqi
Tabliczka Wenus z czasów Ammi-saduqi (Enuma Anu Enlil, tabliczka 63) – zapis obserwacji Wenus pochodzących z drugiego tysiąclecia przed naszą erą, wykonany pismem klinowym. Tabliczka ta została wykonana z mokrej gliny, a następnie wysuszona tak, by stwardniała. Jej wymiary to: wysokość 17,14 cm, szerokość 9,2 cm i grubość 2,22 cm. Pochodzi ona ze starożytnej Niniwy z czasów króla Ammi-saduqi.
Na tabliczce wyliczono obserwacje astronomiczne Wenus na przestrzeni 21 lat. Pozwoliły one dokładnie określić okres panowania króla na lata 1646–1626 p.n.e.